# Jean-Pierre Wilhelm
Jean-Pierre Wilhelm (* 9. September 1912 in Düsseldorf; † Juli 1968 ebenda; eigentlicher Name: Kurt Wilhelm) war ein deutscher Galerist, Kunstvermittler, Kunstkritiker, Übersetzer und Herausgeber französischer Literatur und einer der ersten Förderer der rheinischen Avantgarde. 1957 gründete er gemeinsam mit Manfred de la Motte in Düsseldorf die bis 1960 bestehende Galerie 22, wobei die Präsentation der Malerei des Informel und der kulturelle Austausch zwischen Deutschland und Frankreich – vor allem in musikalischer und literarischer Hinsicht – im Vordergrund standen.

## Leben

### In Frankreich
Wilhelm, der einer wohlhabenden jüdischen Kaufmannsfamilie aus Düsseldorf entstammte, emigrierte vor der Machtergreifung der Nationalsozialisten nach Paris. 1940 tauchte er, gemeinsam mit seinem Freund, dem aus Berlin stammenden Komponisten Louis Saguer, in Südfrankreich unter, wo er von der Résistance versteckt wurde. Wilhelm wechselte mehrmals seine Identität, wobei er den Vornamen Jean-Pierre später nie mehr ablegte, und überlebte fünf Internierungslager des Vichy-Regimes. 1949 nahm er die französische Staatsbürgerschaft an und kehrte Anfang der 1950er Jahre aus dem Exil in seine Heimatstadt Düsseldorf zurück. Nach dem Zweiten Weltkrieg traf Wilhelm 1953 Winfred Gaul in Paris, den er mit der informellen Malerei bekanntmachte.

### Galerie 22
Am 2. Mai 1957, drei Wochen vor Eröffnung der Galerie Schmela, eröffnete Jean-Pierre Wilhelm, ursprünglich Kunstvermittler und Übersetzer französischer – er übersetzte Paul Celan ins Französische und André Malraux ins Deutsche –, spanischer und portugiesischer Lyrik und Prosa, im dritten Stock eines Wohn- und Geschäftshauses auf der Kaiserstraße 22 in Düsseldorf-Pempelfort gemeinsam mit Manfred de la Motte und der Unterstützung von Gerhard Hoehme die Galerie 22. Wilhelm zeigte in der Eröffnungsausstellung Der Aufstand gegen die Form/L’insurrection contre la forme Werke von Karl Fred Dahmen, Winfred Gaul, Karl Otto Götz, Gerhard Hoehme, Paul Jenkins, Heinz Kreutz, Bernard Schultze und Emil Schumacher.
Die parallel zu den Ausstellungsprogrammen erschienenen Kataloge wurden von renommierten Autoren wie Lawrence Alloway, Will Grohmann, André Malraux, Jean Paulhan, Francis Ponge, Herbert Read, Pierre Restany, Franz Roh, Albert Schulze-Vellinghausen und Eduard Trier begleitet. Unter dem Titel 30 Jahre informelle Malerei 1928–1958 stellte Jean-Pierre Wilhelm im Februar 1958 erstmals in Deutschland den Franzosen Jean Fautrier in einer Einzelausstellung vor. Im April desselben Jahres folgte eine Ausstellung von Werken Otto Herbert Hajeks und im Oktober zeigte Peter Brüning einige seiner Werke.
Die musikalischen Ereignisse, die ab 1958 mit Konzerten und Aktionen von John Cage, Sylvano Bussotti und Nam June Paik in der Galerie 22 stattfanden, wirkten in der Düsseldorfer Kunstszene wie energiegeladene Sprengsätze. Cage trat am 14. Oktober 1958 gemeinsam mit David Tudor und Cornelius Cardew mit jüngsten Klavierstücken auf – Stücke von Karlheinz Stockhausen, Christian Wolff, Franco Evangelisti, Earle Brown und Morton Feldman sowie mit der Uraufführung von Cages Music Walk. Nam June Paik inszenierte 1959 seine Hommage à John Cage, bei der Radio, Tonband und ein umstürzendes Klavier Teil einer öffentlichen Performance waren.
Die von der Galerie vertretenen jungen Künstler des Informel nahmen 1959 alle an der documenta II in Kassel teil. Im Anschluss an diese documenta präsentierte die Galerie 22 die Ausstellung Künstler der documenta II, die die Künstler in einen internationalen Kontext, unter anderem mit Roberto Matta und Henri Michaux, stellte.

### Fluxus
Im November 1959 fand in Jean-Pierre Wilhelms Galerie 22 die erste öffentliche Aufführung des dem Komponisten John Cage gewidmeten Konzerts Hommage à John Cage von Nam June Paik im Zuge der Ausstellung Bildschreine von Horst Egon Kalinowski statt, bei der Paik, nachdem er Klavier gespielt und verschiedene Geräusche, wie elektronisches Tonbandgetöse, klatschende Eier, Spieluhrgeklimper und Radiomusik, erzeugt hatte, das Klavier kurzerhand umwarf. Aus solchen Aktivitäten ergab sich Wilhelms Eintreten für Fluxus, eine Bewegung die ab 1960, in Fortsetzung der Aktivitäten im Atelier von Mary Bauermeister, wo Nam June Paik 1960, im Rahmen der Aufführung von Étude for Pianoforte, John Cage die Krawatte abschnitt und ihn mit Shampoo einseifte. Am 1. Juni 1960 schloss Wilhelm seine Galerie 22 mit einer Ausstellung von Cy Twombly und Robert Rauschenberg.
1962 trat die internationale, von George Maciunas initiierte Fluxus-Bewegung, mit ersten Konzerten und Aktionen an die Öffentlichkeit, und dies zunächst im Rheinland. Jean-Pierre Wilhelm war derjenige, der die Kontakte herstellte und die Aufführungsorte mitorganisierte. Wilhelm hielt, wie bei vielen Prä-Fluxus- und Fluxus-Veranstaltungen, die Einführungsreden. So geschehen bei NEO-DADA in der Musik am 16. Juni 1962 bei den Düsseldorfer Kammerspielen, wo Maciunas, nach dem Kleinen Sommerfest – Après John Cage in der Galerie Jährling, zum zweiten Mal in Deutschland öffentlich auftrat oder bei dem von Joseph Beuys und Nam June Paik in Absprache mit George Maciunas organisierten Festum Fluxorum Fluxus in der Aula der Kunstakademie Düsseldorf.

### Abschied
Jean-Pierre Wilhelm, gesundheitlich bereits stark angegriffen – er litt an einer erblich bedingten Herzkrankheit –, verlas am 28. Juli 1966 im Wohn-Atelier von Eva und Joseph Beuys am Drakeplatz in Düsseldorf-Oberkassel ein Statement, in dem er sein Ausscheiden aus dem Kunstbetrieb bekräftigte. Auch Charlotte Moorman und Nam June Paik waren anwesend, deren Konzert in der Aula der Kunstakademie Wilhelm am selben Tag mit einer Rede eingeleitet hatte. Zu diesem Termin schaltete Joseph Beuys unerwartet und unangekündigt seine Aktion Infiltration Homogen für Konzertflügel, der größte Komponist der Gegenwart ist das Contergankind ein.
Zuletzt war Jean-Pierre Wilhelm am 30. Juli 1966 bei der Aktion Frisches in der Wohnung von Jörg Immendorff und Chris Reinecke auf der Bankstraße in Düsseldorf anwesend, wo jeder teilnehmende Künstler mit einem Werk vertreten war. Teilnehmer bei dieser Aktion waren – neben Reinecke und Immendorff – Beuys, Christof Kohlhöfer, Moorman, Paik, Verena Pfisterer, Reiner Ruthenbeck, Franz Erhard Walther sowie René Block.
Im Juli 1968 starb Jean-Pierre Wilhelm in Düsseldorf.